# USS Patrick Gallagher (DDG-127)
«Патрік Галлагер» (англ. USS Patrick Gallagher (DDG-127))  — есмінець типу «Арлі Берк» ВМС США. Названий на честь моряка Патріка Галлагера (англ. Patrick Gallaghe), нагородженого Військово-морським хрестом, який загнув під час війні у В'єтнамі.

## Історія створення
Есмінець «Патрік Галлагер» був замовлений 28 вересня 2017 року. 
На відміну від попередників «Джек Лукас» і «Луїс Вільсон», замовлених в конфігурації Серія III,  «Патрік Галлагер» був замовлений в конфігурації Серія IIA.
Закладений 9 листопада 2018 року на верфі фірми Bath Iron Works.